# Dino Boschi
Dino Boschi (Bologna, 30 luglio 1923 – Bologna, 20 settembre 2015) è stato un pittore italiano.

## Biografia
Nato in una famiglia di ceto sociale modesto, manifesta precocemente la sua inclinazione per il disegno. In seguito alla prematura separazione dei genitori, viene cresciuto dalla madre, che riesce non senza sacrifici a garantirgli un'istruzione. Dopo avere conseguito nel 1942 la maturità artistica, si iscrive all'Accademia di Belle Arti di Bologna, ma è costretto a interrompere gli studi negli ultimi anni della guerra, che trascorre chiuso in casa per non essere arruolato nell'esercito di Salò.
Nel 1945 ritorna all'Accademia, dove segue le lezioni di Giorgio Morandi e di Giovanni Romagnoli, e si diploma nel 1947. Fra il 1945 e il 1951 è assistente volontario di Guglielmo Pizzirani (cattedra di Ornato) presso il Liceo Artistico e di Nino Bertocchi (cattedra di Scenografia) all'Accademia. Nello stesso periodo condivide con l'amico Leonardo Cremonini un solaio adibito a studio, dove dipinge nature morte e paesaggi in uno stile naturalistico di stretta tradizione bolognese.
Nel 1947 tiene la sua prima personale nei locali di Palazzo Re Enzo.
Tra il 1955 e il 1964 alterna l'attività pittorica a quella di vignettista politico, collaborando con i settimanali "Nuova Repubblica” e “La Squilla”, con il mensile “Il Ponte" e con il quotidiano ”Avanti!”.
Un soggiorno di alcuni mesi a Parigi nel 1958 segna un punto di svolta nell'evoluzione del suo stile: i dipinti degli anni successivi - prevalentemente composizioni di oggetti - mostrano un'attenuazione dell'interesse naturalistico e una maggiore attenzione alla struttura formale dell'opera. In questi anni, a Bologna, si diffonde il neonaturalismo, "versione padana dell'informale". Boschi non aderisce a questa corrente ma trae ispirazione dall'esperienza europea di Francis Bacon e Alberto Giacometti.
Con il ciclo delle partite di calcio, inaugurato nel 1965 da una personale al Museo Civico di Bologna a cura di Pietro Bonfiglioli e Franco Solmi, inizia il periodo maturo della carriera dell'artista, che si articola intorno ad alcuni grandi cicli tematici (gli stadi, le spiagge, i musicisti, le stazioni, gli interni) talora interrotti e ripresi a distanza di tempo.
Lo stesso anno partecipa alla mostra collettiva "Il presente contestato" (Museo Civico di Bologna), in cui Solmi raccoglie le opere di artisti italiani e stranieri appartenenti a un'area definita della "nuova figurazione", in evidente polemica con l'informale e l'astrattismo dominanti.
Nel 1966, con la cartella di litografie a colori "Il gioco del calcio", inizia un lungo rapporto di amicizia e collaborazione con Maria Luigia Guaita, proprietaria della stamperia d'arte Il Bisonte di Firenze.
In questo periodo il centro di interesse dei suoi quadri comincia a spostarsi dal campo da gioco agli spalti: lo stadio diviene luogo di raccolta di una folla anonima imprigionata dietro reti metalliche, tralicci e cancellate. Esemplari in tal senso le tre grandi tele del 1967 Panorama, Settori e Osservanti.
Nel 1969 tiene la sua prima personale alla Galleria Forni di Bologna, presso la quale esporrà regolarmente fino al 2004.
Alla fine degli anni '60 le sue opere, sempre più rivolte a un'indagine sociologica della civiltà di massa, cominciano a esplorare realtà alternative a quella calcistica: sale da gioco, autodromi, stazioni ferroviarie, manifestazioni politiche e - a partire dal 1971 - le spiagge affollate della Riviera Adriatica, che resteranno il soggetto principale per tutto il decennio.
Nel 1980, in occasione del 43º Maggio Musicale Fiorentino, disegna le scene e i costumi del balletto Giochi d'estate, con musiche di Gustav Mahler e coreografie di Geoffrey Caulay (Teatro La Pergola, Firenze).
Nel 1981 una mostra antologica curata da Solmi (Galleria d'Arte Moderna, Bologna) documenta attraverso 120 opere i suoi primi 34 anni di attività.
Dal 1982 al 1992 ritorna al soggetto delle stazioni con un approccio sensibilmente mutato: la figura umana scompare e la visione si allarga, mostrando cieli solcati da nuvole.
Nel 1987 la Galleria Civica d'Arte Moderna di Ferrara gli dedica una personale curata da Federico Zeri.
Nel 1993 rivolge la sua indagine agli spazi intimi della propria abitazione: il soggiorno, lo studio, la sala da pranzo con la tavola apparecchiata. Inizia così il ciclo degli interni, caratteristico della "vecchiaia" dell'artista, che proseguirà fino al 2009, alternandosi con gli ultimi paesaggi ferroviari.
Nel 2011 un suo quadro (Ferragosto, 2007), viene scelto per la sezione regionale, curata da Vittorio Sgarbi, del 54ª Esposizione d'Arte della Biennale di Venezia (Palazzo Fava, Bologna).
Dopo il 2010, per ragioni di salute, è costretto a interrompere totalmente l'attività artistica. La sua ultima fatica è una serie di acquerelli con vedute di Bologna (2009-2010).
Nel dicembre del 2015 la Galleria Forni lo ha ricordato con una personale a cura di Franco Basile.

## Le opere
Principali cicli pittorici:
- Nature morte (1960-1964; 1980-1982)
- Partite di calcio (1964-1971)
- Sale da gioco (1968-1969)
- Stazioni (1969-1971; 1982-1992; 1999-2006)
- Manifestazioni politiche (1970-1971)
- Spiagge (1971-1981; 2003-2008)
- Musicisti (1974-1976)
- Interni (1993-2009)